# Chrysobothris aequalis
Chrysobothris aequalis es una especie de escarabajo del género Chrysobothris, familia Buprestidae. Fue descrita científicamente por Waterhouse en 1889.